# Jump Blues
Jump Blues ist eine schnelle Spielart des Blues, die vor allem in den 1940er-Jahren in den USA populär war. Charakteristisch sind die von den Big Bands übernommene Instrumentierung mit Blechbläsern, ein treibender Rhythmus, stark synkopischer Gesang und oft komödiantische Texte mit Bezug zum zeitgenössischen städtischen Umfeld. Im Unterschied zu den meisten anderen Bluesspielarten gehört beim Jump Blues die Gitarre zur Rhythmus-Sektion.
Zunächst war der Jump Blues als Blues and Rhythm bekannt, später dann als Rhythm and Blues. Er tauchte in den späten 1930er-Jahren auf und hatte seine Blütezeit in den 1940ern bis in die frühen 1950er hinein. Bekannte Vertreter des Jump Blues waren unter anderem Louis Jordan, Big Joe Turner und Wynonie Harris, die zu den ersten schwarzen Musikern gehörten, die kommerzielle Charterfolge außerhalb des abgegrenzten Marktes der afroamerikanischen „Race Music“ hatten.
Üblicherweise wird beim Jump Blues der oder die Sänger von einem Orchester oder einer mittelgroßen Combo mit dominanter Bläsergruppe begleitet. Die typischen Elemente dieser Musik – treibender Rhythmus, lauter Gesang, röhrende Saxophonsoli – gelten als Vorläufer des Rock ‘n’ Roll. Die Texte sind oft geprägt von Angeberei. Jump Blues ist die Verbindung früherer Blues-Spielarten – vornehmlich von kleinen Bands vorgetragen – mit dem Big-Band-Sound der 1940er.
Der Jump Blues wurde in den 1980er-Jahren von Musikern wie Joe Jackson (vor allem auf dessen 1981 erstmals veröffentlichtem Album Jumpin’ Jive) und Brian Setzer wiederbelebt. Heutige Vertreter sind zum Beispiel MoPac & The Blue Suburbans und Mitch Woods & His Rocket 88s.